# 4857 Altgamia
4857 Altgamia este un asteroid din centura principală, descoperit pe 29 martie 1984 de Carolyn Shoemaker.